# Reserva de la biosfera de las gargantas del Gardon
Las Gargantas del Gardon son un cañón excavado por el río Gardon, afluente del Ródano que nace en las montañas Cenevas. Se ubican al norte de Nimes, en el centro del departamento de Gard, en la región de Occitania.

## Geografía

### Topografía, hidrografía
Las gargantas, horadadas por el agua durante 6 millones de años, crean una falla de 150 m en la roca caliza y ofrecen un paisaje bien contrastado entre las mesetas y el río. Estas gargantas tienen una orientación oeste/este. Algunos puntos altos permiten admirar el espectacular paisaje, así como los pueblos medievales ubicados a lo largo del río. Durante los meses más cálidos, el río se convierte en subterráneo en la primera parte de su recorrido y reaparece a unos pocos kilómetros aguas abajo. Eso explica porqué el agua siempre está fresca, incluso entiempo de canícula. Su caudal durante el estiaje es de a 2,5 m3/s en la localidad de la Cannelle.Sin embargo, en otoño, se producen inundaciones provocadas por las  intensas lluvias que pueden elevar el caudal hasta los 5 000 m3/s, mientras que durante el resto del año el caudal es de unos 15 m3/s . Este fenómeno de inundación repentina recuerda al de los uadis del norte de África.

### Fauna
Las Gargantas del Gardon son el hogar de muchas especies acuáticas y terrestres notables, algunas de las cuales se benefician de la protección a nivel nacional o europeo. Cerca de cien especies de aves frecuentan este lugar. Entre ellos, las especies más conocidas son, sin duda, el águila perdicera (Aquila fasciata) y el alimoche (Neophron percnopterus). De hecho, de las 1.000 águilas de Bonelli identificadas en Europa, tres parejas anidan en las Gargantas del Gardon. En cuanto a las dos parejas de alimoches, están estrechamente vigilados por el Syndicat mixte de las Gargantas del Gardon.
Además, el Gardon es el hogar de 24 especies de peces, como la madrilla y la lamprea. Diez especies de murciélagos encuentran refugio en la cueva de Baume Saint-Vérédème, cerca del pueblo de Collias, donde pasan el invierno. Algunas de estas especies están en peligro de extinción, como el Miniopterus schreibersii, el murciélago ratonero patudo y el Rhinolophus euryale.

## Historia
Durante la Prehistoria, las gargantas del Gardon eran frecuentadas por los hombres. De hecho, era un punto estratégico, con un bosque en el que abundaban varios animales, una fuente de agua potable y lo más importante, muchas cavidades para protegerse cercanas. Después de muchas excavaciones, se han identificado más de veinte cuevas que contienen vestigios de vida humana del período Neolítico. En algunas cuevas, como  la cueva de Baume-Latrone, ubicada en Sainte-Anastasie, se han encontrado numerosas pinturas rupestres de caballos, ciervos, grandes bovinos, mamuts y felinos.

## Protección medioambiental
La reserva natural regional de las gargantas del Gardon (RNR157) es una reserva natural regional clasificada en 2007 que abarca una superficie de 491 hectares.
El 9 de junio de 2015, las Gargantas del Gardon fueron designadas reserva de biosfera por la UNESCO.
El 13 de enero de 2017, como parte de la Red Europea de Espacios Naturales Natura 2000, el Ministerio designó "El Gardon y su Garganta" como un área de conservación especial. Esto debería ayudar a preservar los hábitats naturales del sitio, así como las especies animales que viven allí, como los murciélagos y el castor de Europa.